# Маркос Анхелері
Маркос Альберто Анхелері (ісп. Marcos Alberto Angeleri, нар. 7 квітня 1983, Ла-Плата) — аргентинський футболіст, що грав на позиції центрального захисника, у тому числі за національну збірну Аргентини.

## Клубна кар'єра
Народився 7 квітня 1983 року в Ла-Платі. Вихованець футбольної школи місцевого клубу «Естудьянтес». Дорослу футбольну кар'єру розпочав 2002 року в основній команді «Естудьянтес» клубу, в якій провів вісім сезонів, взявши участь у 167 матчах чемпіонату. Більшість часу, проведеного у складі «Естудьянтес», був основним гравцем захисту команди.
У липні 2010 року досвідчений захисник перейшов до англійського «Сандерленда», який спалитв за трансфер 1,5 мільйона фунтів. У новій команді не зумів пробитися до основного складу, що вилилося у конфлікт з її наставником Стівом Брюсом, що надалі погіршило шанси аргентинця на місце на полі. Згодом він травмував коліно, а 2012 року повернувся до «Естудьянтеса», записавши до свого активу за два роки лише два виходи на поле в іграх Прем'єр-ліги.
Провівши сезон 2012/13 в «Естудьянтесі», зробив другу спробу заграти в Європі, уклавши трирічний контракт з іспанською «Малагою». У цій команді став одним з основних центральних захисників і мав постійну ігрову практику.
2016 року 33-річний захисник повернувся на батьківщину, ставши на два наступні роки гравцем «Сан-Лоренсо». Згодом у 2018–2019 роках грав в Уругваї за «Насьйональ», а завершував ігрову кар'єру виступами за «Архентінос Хуніорс» у 2019—2020 роках.

## Виступи за збірну
2009 року дебютував в офіційних матчах у складі національної збірної Аргентини.
Загалом протягом трирічної кар'єри в національній команді провів у її формі 4 матчі.
| Дата      | Місто        | Господарі  | Результат | Гості     | Турнір            | Голи | Примітки |
| --------- | ------------ | ---------- | --------- | --------- | ----------------- | ---- | -------- |
| 11-2-2009 | Марсель      | Франція    | 0 – 2     | Аргентина | товариський матч  | -    | 81'      |
| 28-3-2009 | Буенос-Айрес | Аргентина  | 4 – 0     | Венесуела | Відбір до ЧС 2010 | -    | 29'      |
| 1-4-2009  | Ла-Пас       | Болівія    | 6 – 1     | Аргентина | Відбір до ЧС 2010 | -    | 68'      |
| 29-3-2011 | Сан-Хосе     | Коста-Рика | 0 – 0     | Аргентина | товариський матч  | -    |          |
| Усього    |              | Матчів     | 4         |           | Голів             | 0    |          |

## Титули і досягнення
- Чемпіон Аргентини (1):

«Естудьянтес»: Апертура 2006
- Володар Кубка Лібертадорес (1):

«Естудьянтес»: 2009
- Володар Суперкубка Аргентини (1):

«Сан-Лоренсо де Альмагро»: 2015
- Володар Суперкубка Уругваю (1):

«Насьйональ»: 2019